# Tanaecia siddhartha
Tanaecia siddhartha är en fjärilsart som beskrevs av Hans Fruhstorfer 1912. Tanaecia siddhartha ingår i släktet Tanaecia och familjen praktfjärilar. Inga underarter finns listade i Catalogue of Life.